# Кот-д’Ор
Кот-д’Ор (фр. Côte-d’Or, буквально «Золотой Берег») — департамент на востоке Франции.

## География
Департамент является частью региона Бургундия — Франш-Конте.
Площадь территории — 8763 км². К северу от Дижона тянется горная гряда плато Лангр. На юго-востоке протекает река Сона.

## История
Кот-д’Ор — один из 83 департаментов, созданных во время Французской революции. Он был создан 4 марта 1790 года на части территории исторической провинции Бургундии.

## Административное деление
Департамент включает 3 округа, 43 кантона и 707 коммун.

### Кантоны департамента Кот-д’Ор
- Арне-ле-Дюк
- Беньё-ле-Жюиф
- Блиньи-сюр-Уш
- Бон-Север
- Бон-Юг
- Венаре-Ле-Лом
- Витто
- Грансе-ле-Шато-Нёвель
- Дижон-1
- Дижон-2
- Дижон-3
- Дижон-4
- Дижон-5
- Дижон-6
- Дижон-7
- Дижон-8
- Жевре-Шамбертен
- Женли
- И-сюр-Тий
- Лень
- Льерне
- Мирбо-сюр-Без
- Монбар
- Монтиньи-сюр-Об
- Ноле
- Нюи-Сен-Жорж
- Осон
- Понтайе-сюр-Сон
- Преси-су-Тий
- Пуйи-ан-Осуа
- Ресе-сюр-Урс
- Селонже
- Семюр-ан-Осуа
- Сен-Жан-де-Лон
- Сен-Сен-л’Аббеи
- Сольё
- Сомбернон
- Сёр
- Фонтен-Франсез
- Фонтен-ле-Дижон
- Шатийон-сюр-Сен
- Шенов
- Энье-ле-Дюк